# Sainte-Alauzie
Sainte-Alauzie is een plaats en voormalige gemeente in het Franse departement Lot in de regio Occitanie en telt 109 inwoners (1999). De plaats maakt deel uit van het arrondissement Cahors.

## Geschiedenis
Sainte-Alauzie is op 1 januari 2017 gefuseerd met de gemeente Castelnau-Montratier tot de gemeente Castelnau Montratier-Sainte Alauzie, die sinds 1 januari 2024 weer Castelnau-Montratier heet. 

## Geografie
De oppervlakte van Sainte-Alauzie bedraagt 12,22 vierkante kilometer; Op 1 januari 2018 was de bevolkingsdichtheid 8,8 inwoners per km².
De onderstaande kaart toont de ligging van Sainte-Alauzie met de belangrijkste infrastructuur en aangrenzende gemeenten.

## Demografie
Onderstaande figuur toont het verloop van het inwonertal.